# Museo nazionale di Bangkok

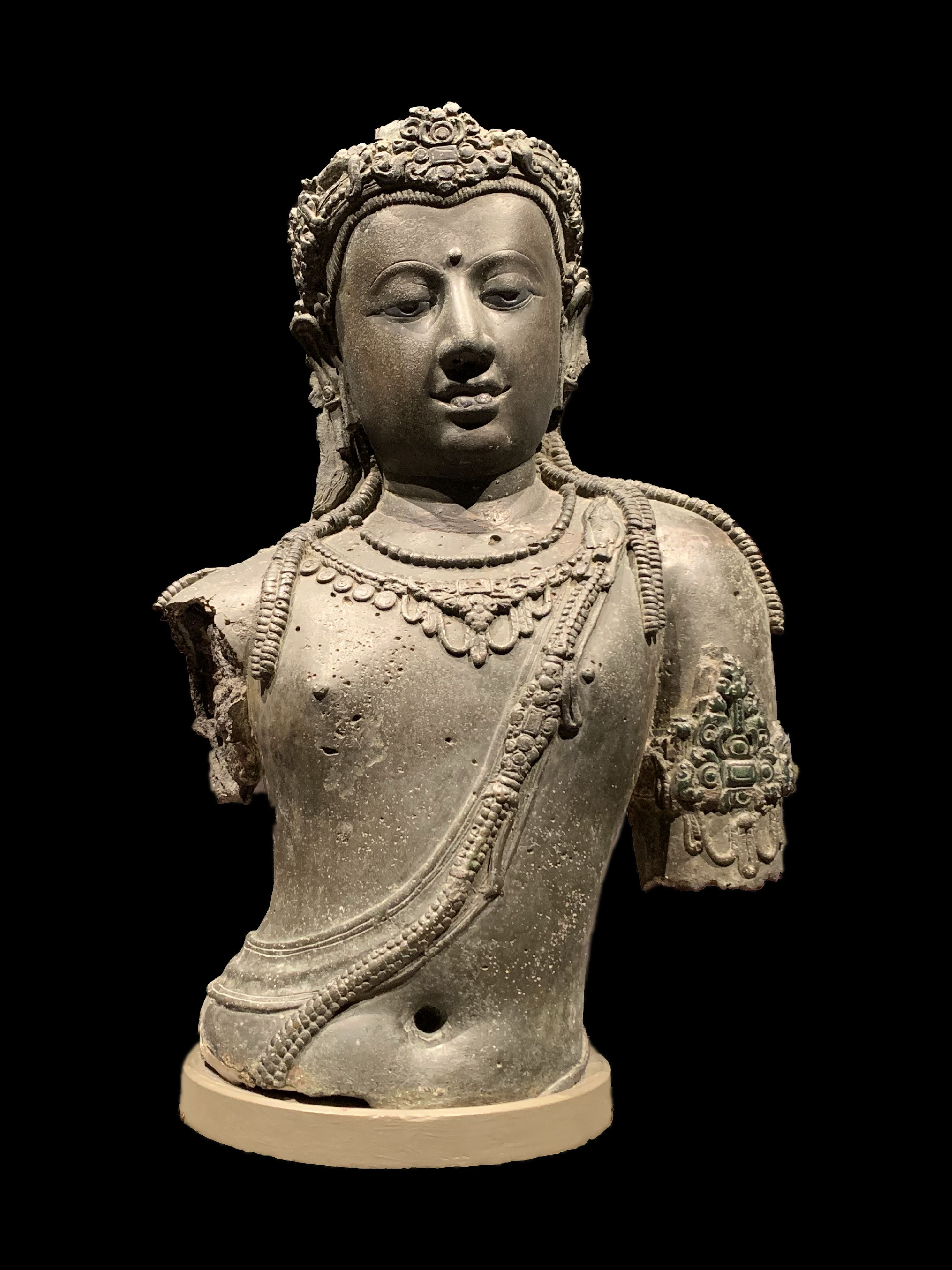
Statua in bronzo dell'VIII secolo raffigurante il Boddhisattva Avalokiteśvara, proveniente da Chaiya, Thailandia del Sud. Esempio dell'arte di Srivijaya, in particolare dell'influenza dell'arte dei Sailendra.

Il Museo nazionale di Bangkok (in thailandese พิพิธภัณฑสถานแห่งชาติ พระนคร, Phiphitthaphanthasathan Haeng Chat Phra Nakhon) è il più importante tra i Musei nazionali della Thailandia e uno dei più grandi del Sud-est asiatico. Si trova a Bangkok, nel comprensorio dell'ex Palazzo Davanti, residenza del viceré prima dell'apertura del museo, lungo il lato nord-ovest della piazza reale di Sanam Luang, tra l'Università Thammasat e il Teatro nazionale.
Il museo fu inaugurato in uno degli edifici del vicino Grande palazzo reale nel 1874 da re Chulalongkorn che volle esporre le collezioni del padre, il re Mongkut, e la sede fu spostata nel sito attuale nel 1887. Tra i pezzi più pregiati figura la stele recante l'inscrizione di Ramkhamhaeng, inserita nel 2003 nel programma Memoria del mondo dell'UNESCO a riconoscimento della sua importanza.
Contiene reperti storici e artistici thailandesi relativi a diversi periodi storici a partire dalla preistoria fino all'era contemporanea. Oltre ai reperti dei periodi di Dvaravati, Srivijaya, Sukhothai e Ayutthaya, nel museo sono conservate ed esposte collezioni di arte buddhista di altri periodi di altri Paesi asiatici, come l'indiano di Gandhara, il Tang cinese, il Champa vietnamita, il Sailendra di Giava e il Khmer cambogiano.
Il museo è suddiviso in diversi edifici nei quali vi sono tre esposizioni permanenti, la più importante delle quali è la Galleria di storia thailandese che ospita alcune delle più belle rappresentazioni nel Paese di Buddha e di divinità induiste. Nel 2015 ha avuto inizio una decennale e radicale ristrutturazione dei vari edifici del museo, delle sale espositive e dei monumenti conservati.

## Storia
La prima sede fu il padiglione Concordia del Grande palazzo reale, dove fu inaugurato nel 1874 da re Rama V in occasione del proprio compleanno. In esposizione vi erano le collezioni regali di Rama IV, padre e predecessore del sovrano, e altri oggetti di pubblico interesse. In ognuno degli anni che seguirono vi fu una speciale esposizione in occasione del compleanno di Rama V fino al 1887. In quegli stessi anni si scatenò un conflitto tra Rama V e il suo viceré Wichaichan, che era suo cugino ed erede al trono con il titolo di Palazzo Davanti (in thailandese วังหน้า, Wang Na) e disponeva di un proprio esercito, oltre a incamerare una buona parte delle finanze statali. Il Palazzo Davanti era anche il complesso in cui aveva la residenza il viceré, situato nelle immediate vicinanze del Grande palazzo reale. Il sovrano si impose con la forza e di fatto esautorò Wichaichan, alla cui morte nel 1885 il titolo di Palazzo Davanti fu abolito.
Nel 1887, Rama V fece spostare la sede del museo negli edifici dell'ex Palazzo Davanti; gli diede il nome "Museo reale di Wang Na" e ne assegnò la giurisdizione al Dipartimento dei musei, che faceva parte del Ministero della Pubblica Istruzione, dicastero a cui facevano capo anche gli affari religiosi del Paese. In quel periodo furono inaugurati altri musei e il primo fu quello di Ayutthaya. Durante il regno di Rama VI, figlio e successore di Rama V, il museo di Wang Na fu assegnato nel 1912 al Dipartimento delle Belle Arti, che era sotto il diretto controllo e patrocinio dello stesso sovrano. Un ruolo chiave nella gestione dei musei fu affidato al potente principe Damrong Rajanubhab, fratellastro di Rama V, con il compito di proteggere il patrimonio culturale del Paese. Re Rama VII ordinò nel 1925 l'ampliamento del museo in altri edifici dell'ex Palazzo Davanti e gli assegnò il nome "Museo di Phra Nakhon". La nuova inaugurazione ebbe luogo il 19 novembre 1926; in quel periodo furono inaugurati altri musei, molti dei quali all'interno di monasteri buddhisti. Dopo la rivoluzione siamese del 1932, che pose fine alla monarchia assoluta e diede il via all'era costituzionale del regno, nel 1934 il museo prese il nome attuale di "Museo nazionale di Bangkok" e tutti i musei che erano parte del Dipartimento delle Belle Arti ricevettero lo status di Museo nazionale.

## Esposizioni

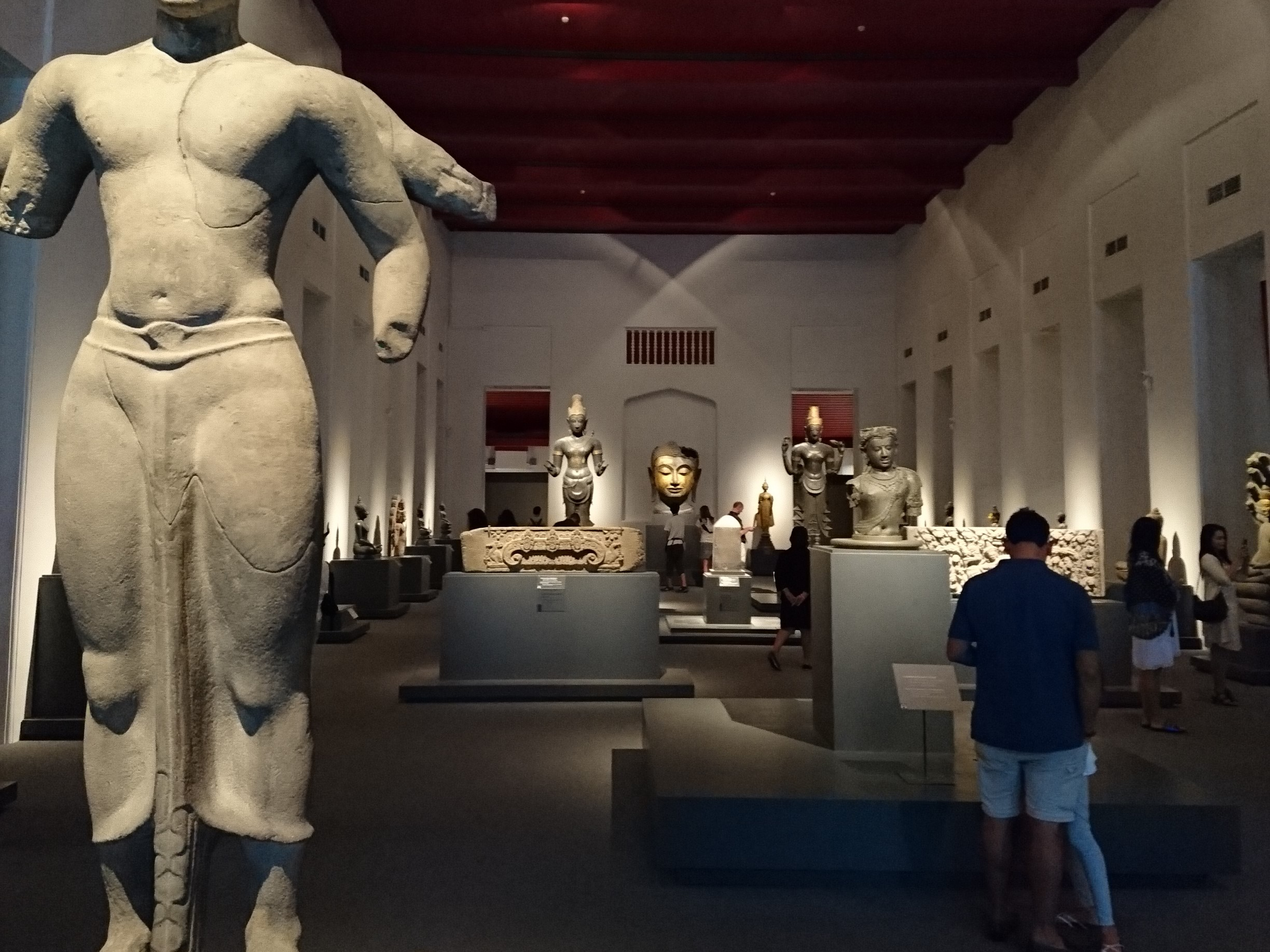
Galleria di storia thailandese nella sala Siwamokkhaphiman

Il museo nazionale di Bangkok ha tre gallerie con esposizioni permanenti:
1. Galleria di storia thailandese, nella parte davanti della sala Siwamokhaphiman. Al suo interno si trova la famosa stele con l'inscrizione di Ramkhamhaeng, cimelio nazionale considerato la prima testimonianza dell'alfabeto thai, anche se la sua autenticità è stata messa in dubbio da diversi storici.[8][9] Altri settori espongono reperti riguardanti le origini del popolo thailandese e altri reperti storici che vanno dalla preistoria all'era moderna di Bangkok.
2. Collezioni archeologiche e di storia dell'arte, suddivise come segue:
  1. Galleria preistorica, nella parte dietro della sala Siwamokhaphiman.
  2. Galleria di storia dell'arte, nell'ala nord del complesso, con sculture e reperti di periodi che vanno da quelli Dvaravati, Srivijaya e di Lopburi, precedenti al 1257, al periodo di Rattanakosin (dal 1782).
3. Collezione di arti decorative ed etnologiche, negli edifici centrali del complesso. Tra i reperti di queste collezioni vi sono oggetti d'oro, pietre preziose, intarsi in madreperla, emblemi e insegne regali, costumi e tessuti tradizionali, ceramiche, avorio intagliato, vecchi carri regali, antiche armi e strumenti musicali.[10]

## Edifici
Gli edifici principali del museo sono tre:
- Sala Siwamokhaphiman - edificio costruito da Maha Sura Singhanat, fratello ed erede al trono di re Rama I, fondatore della dinastia Chakri. Maha Sura Singhanat fu il primo membro della dinastia a fregiarsi del titolo di Palazzo Davanti. La sala veniva usata per le udienze e ospita oggi la Galleria di storia thailandese.
- Cappella Buddhaisawan - costruita nel 1787 per custodire la venerata statua del Buddha Phra Phuttha Sihing, al suo interno vi sono affreschi riguardanti la vita di Buddha.
- Casa rossa - edificio in teak che faceva parte degli alloggi della principessa Sri Sudarak, sorella maggiore di Rama I. Fu smontata dal vecchio palazzo di Thonburi in cui era in origine e ricostruita per la regina Sri Suriyendra, moglie di re Rama II. Arredata nello stile tipico dei primi anni di Rattanakosin, si trovano al suo interno oggetti appartenuti alla regina Sri Suriyendra.[10]

## Galleria d'immagini

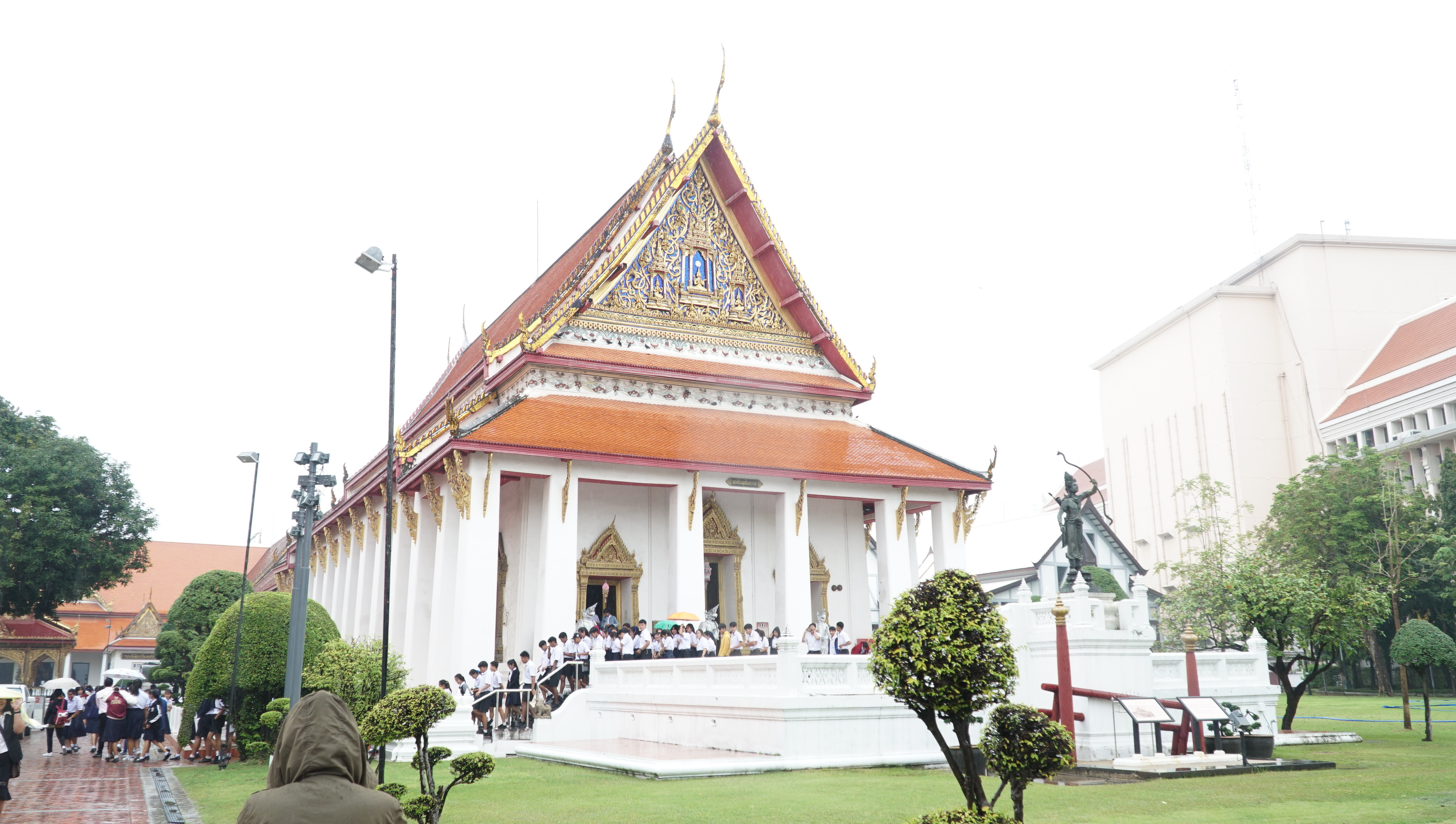
Cappella Buddaisawan
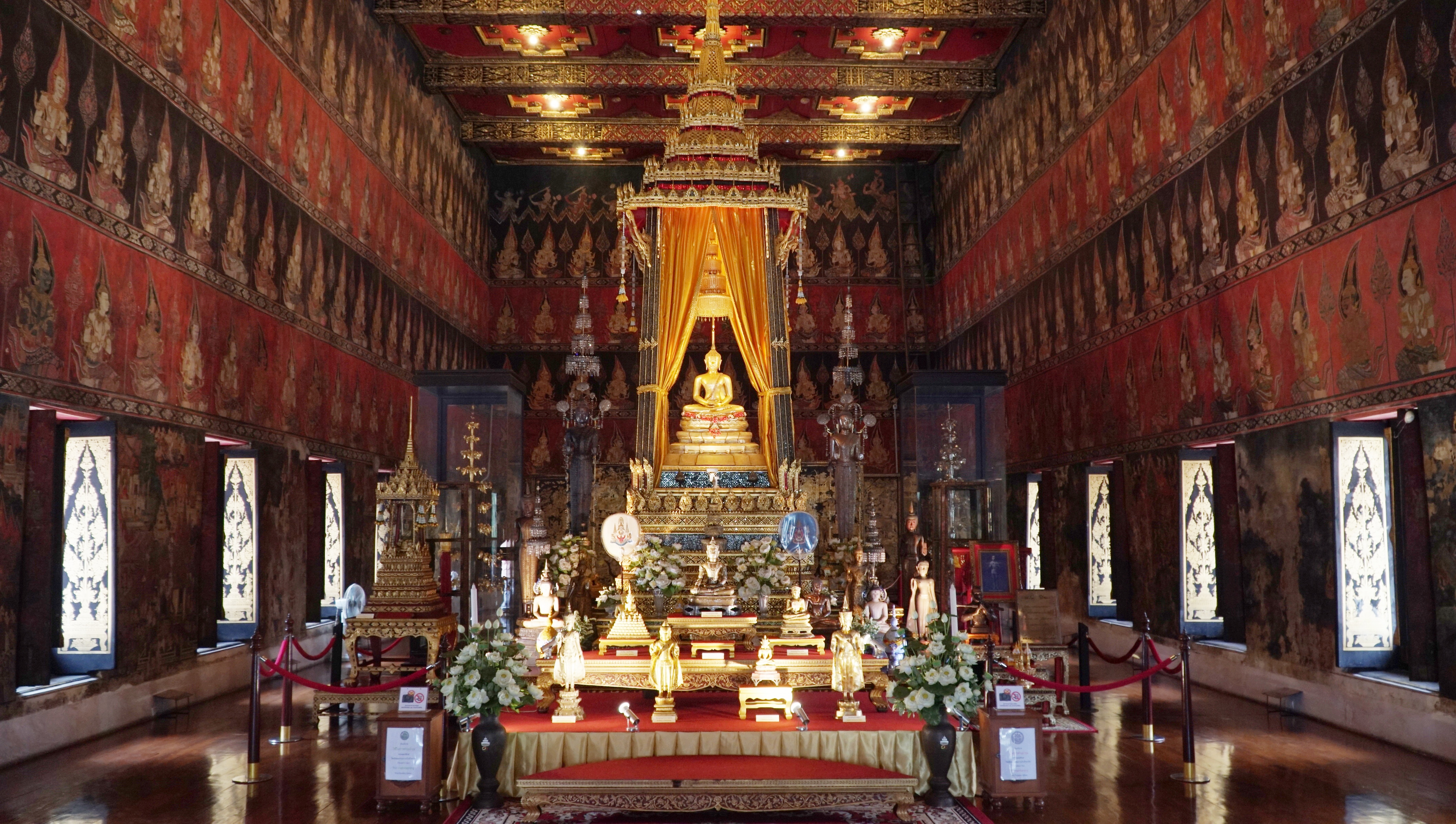
Interno della cappella Buddaisawan
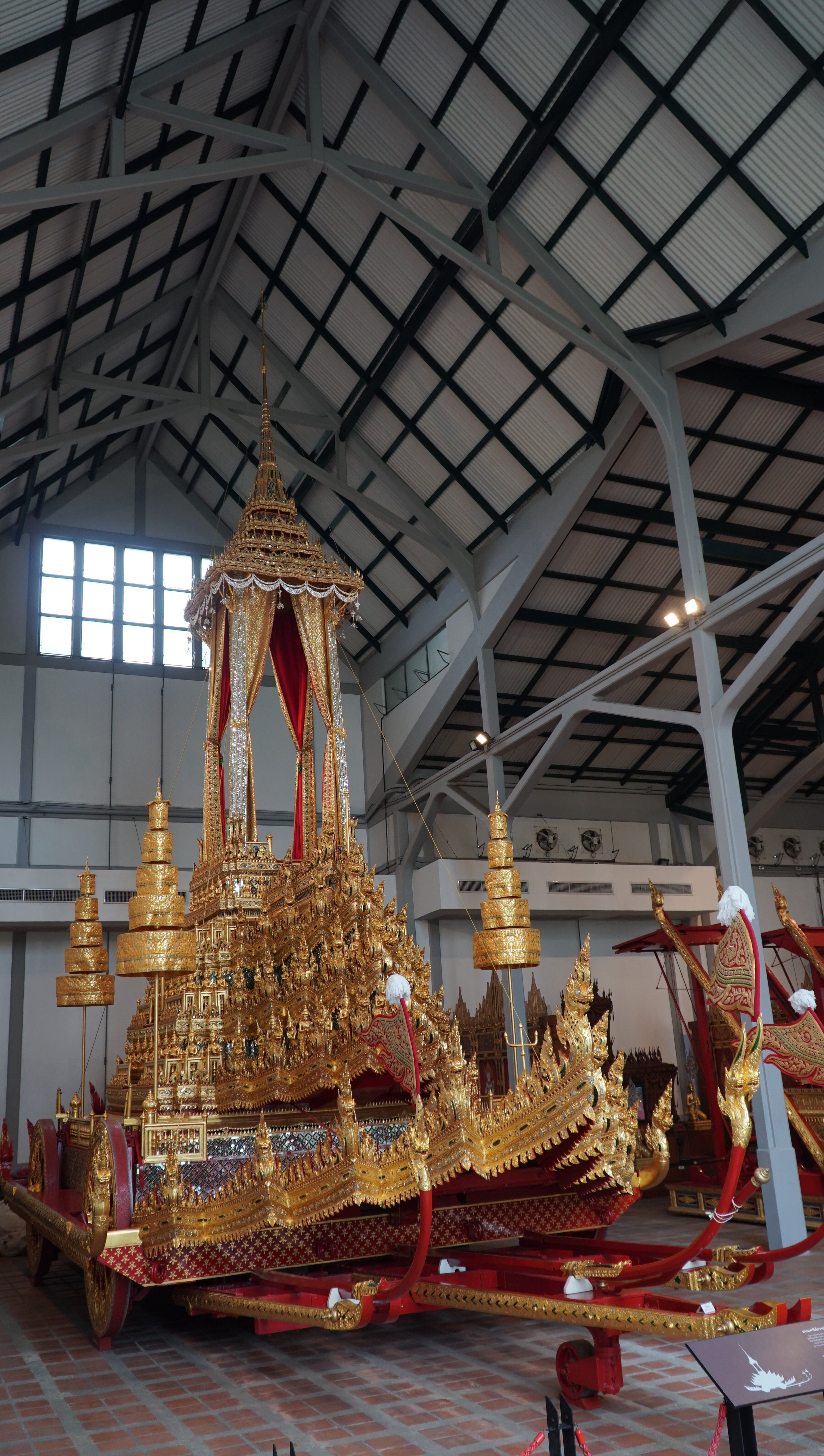
Carro regale
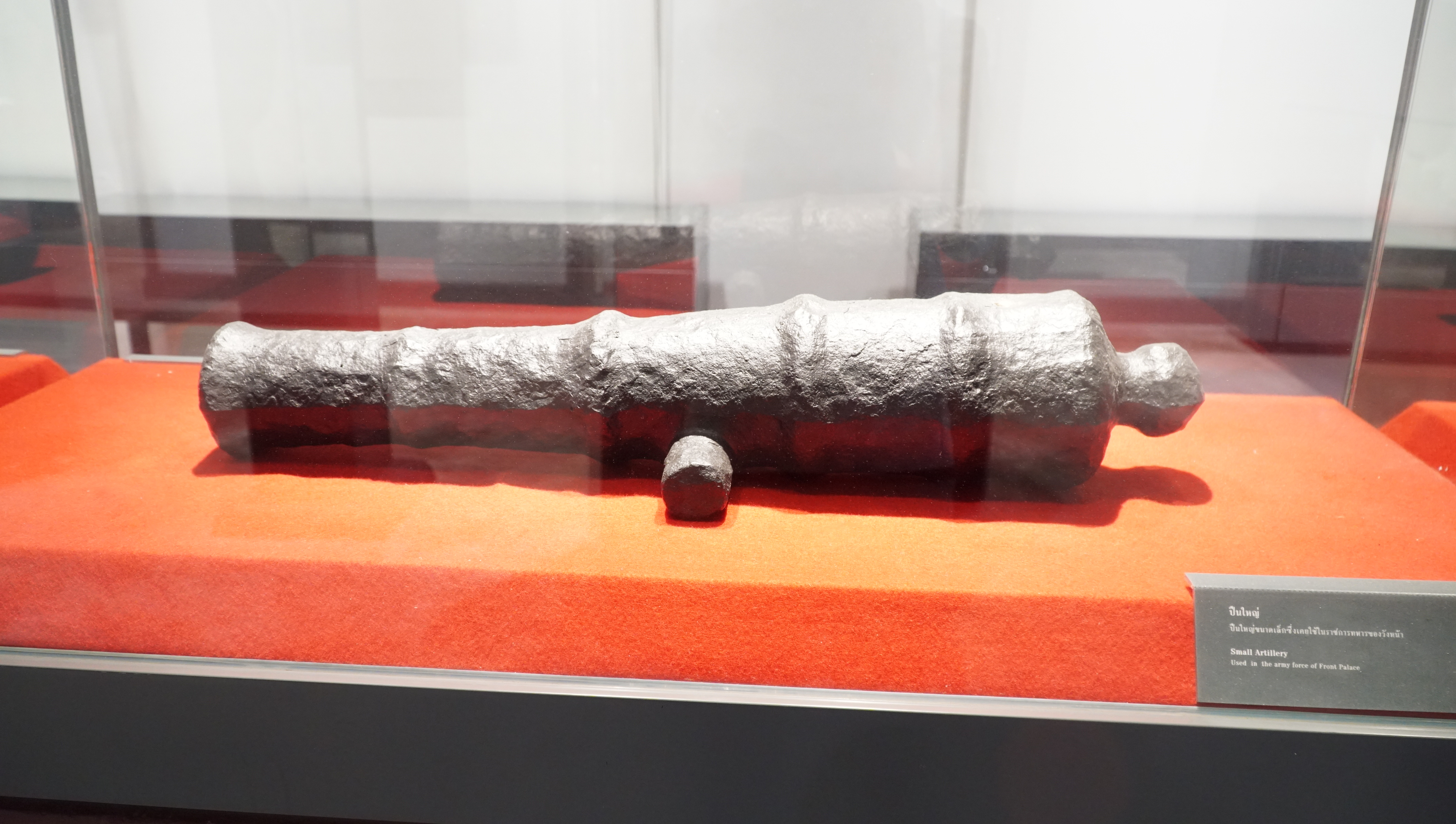
Cannone
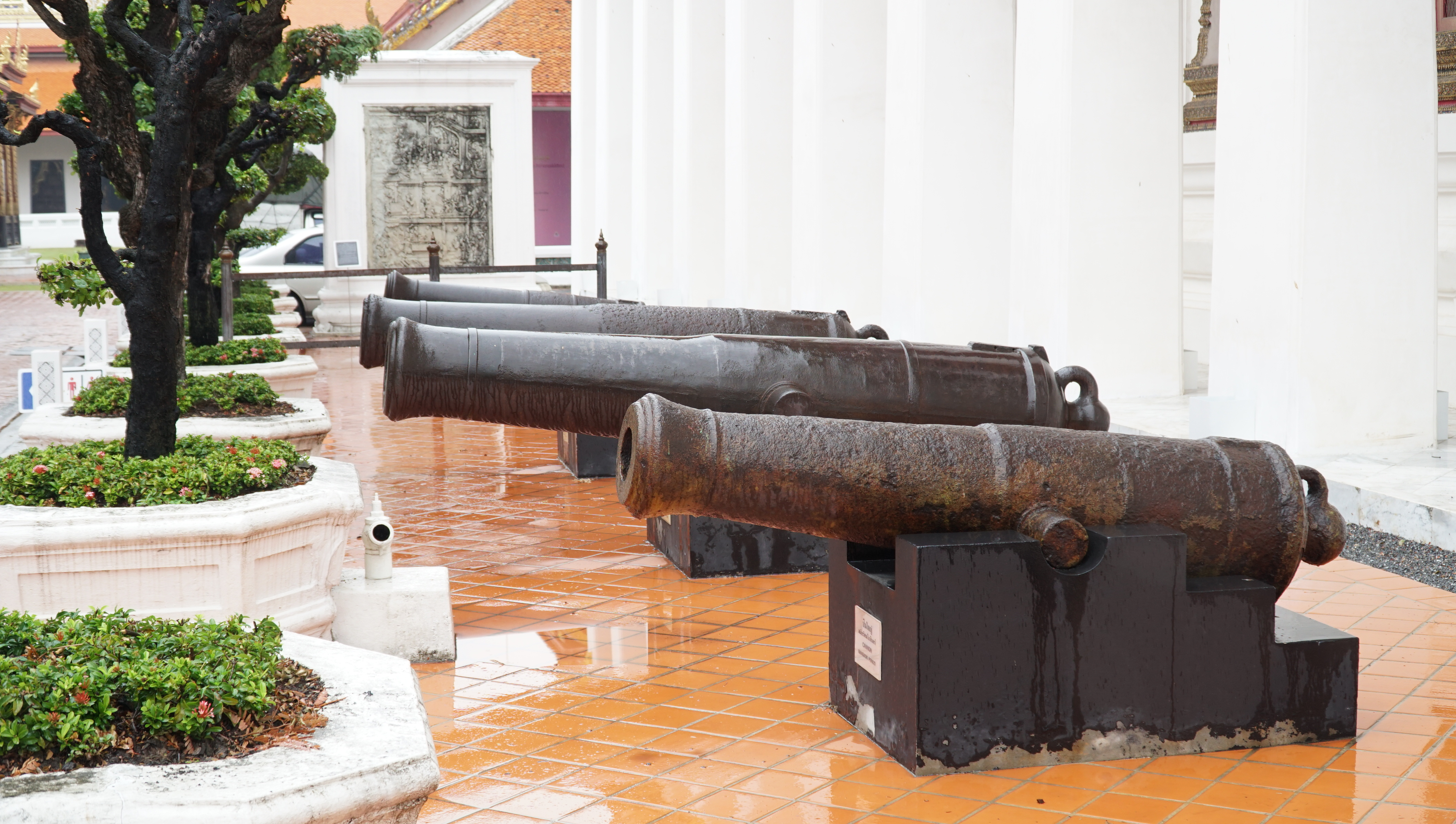
Cannoni
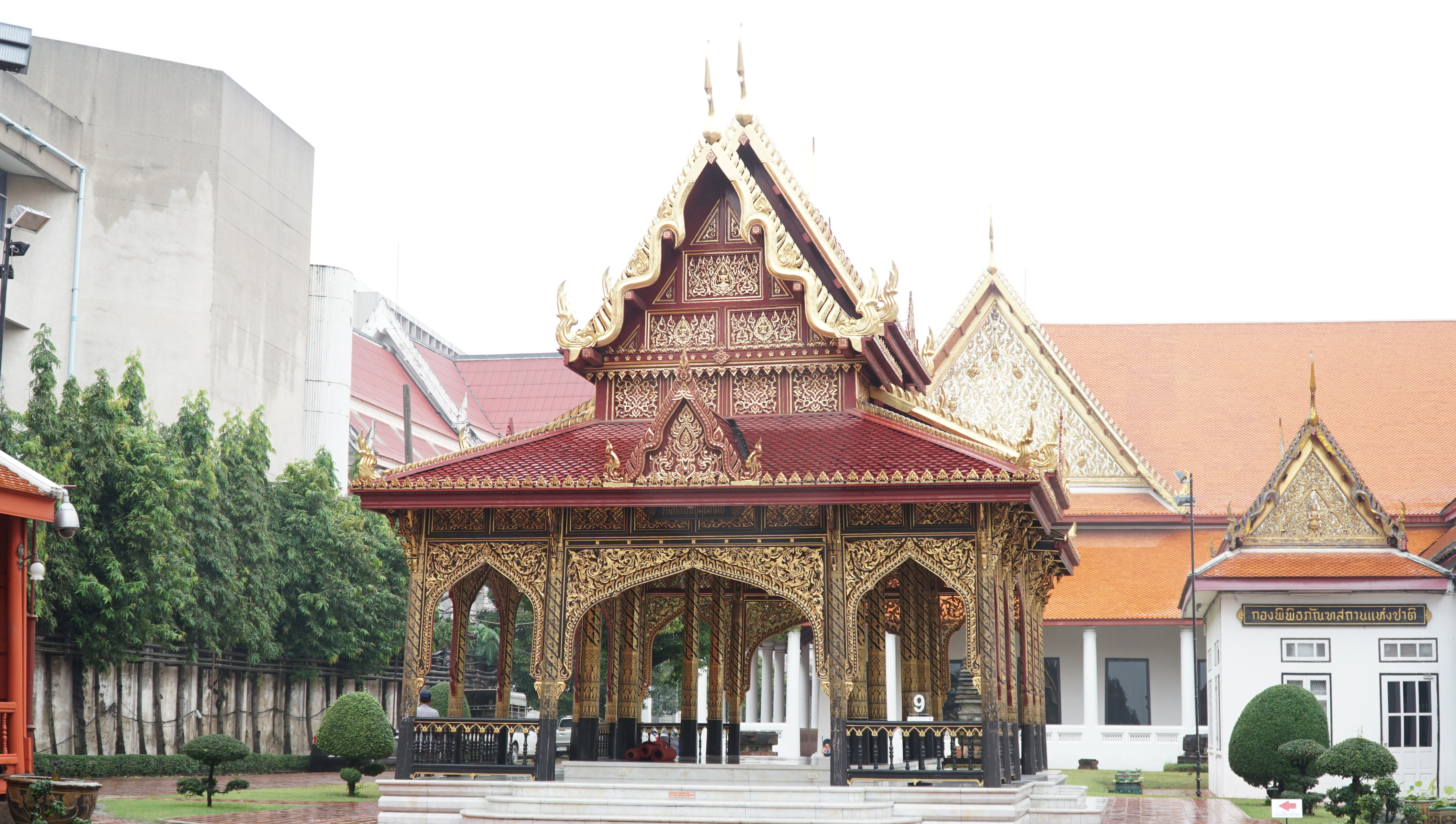
Padiglione thai
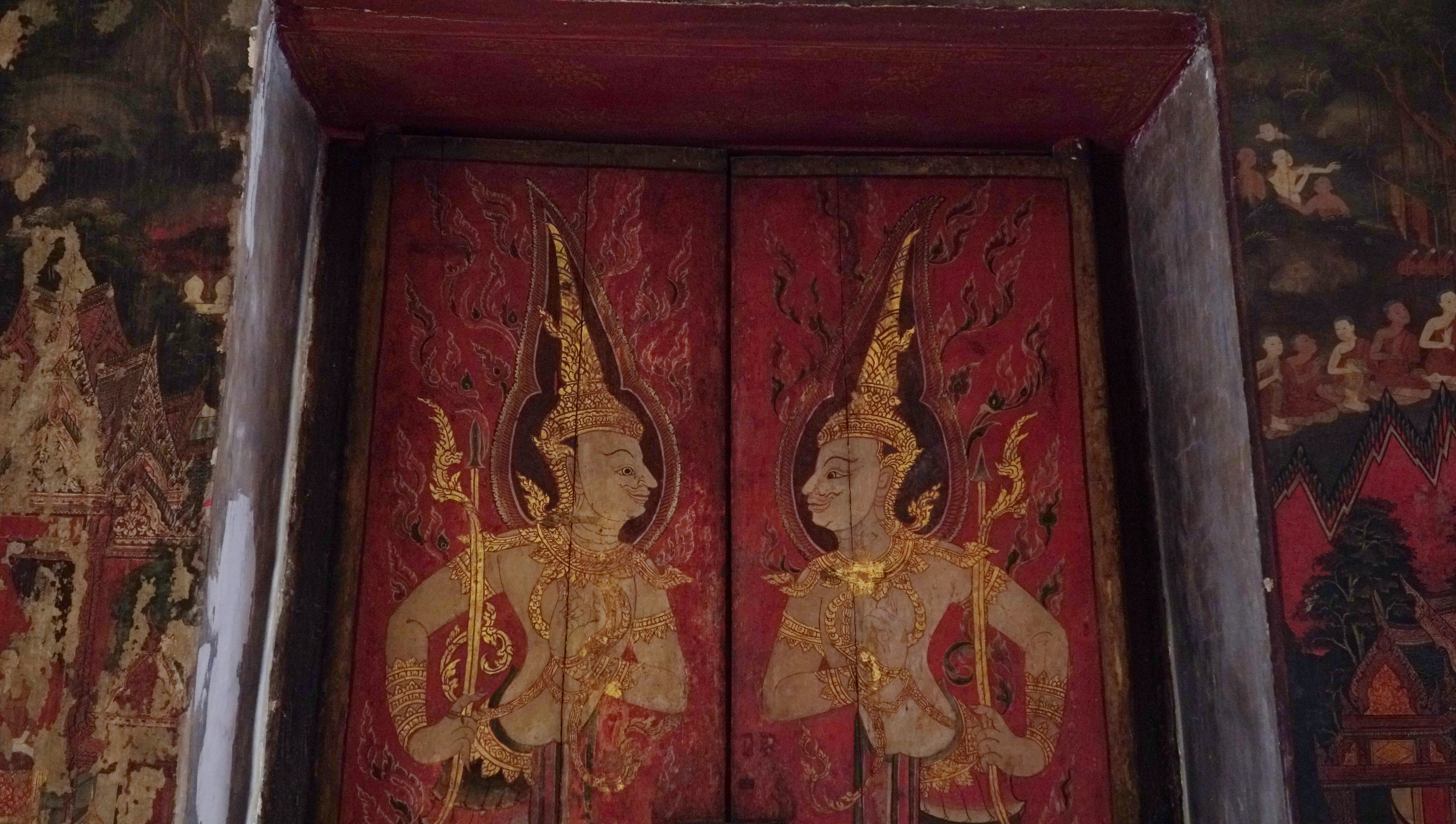
Affreschi della cappella Buddaisawan
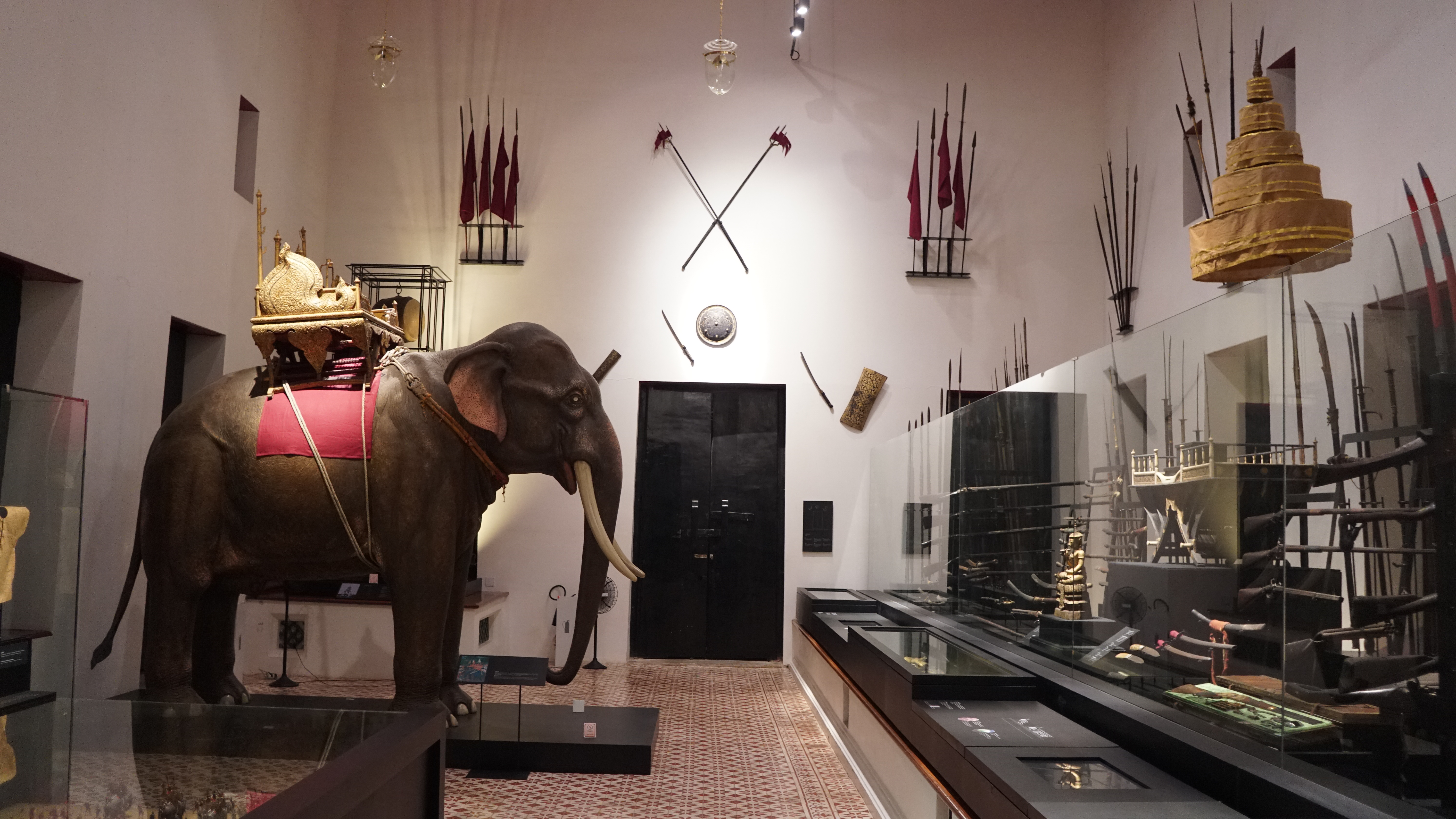
Elefante da guerra e armi antiche
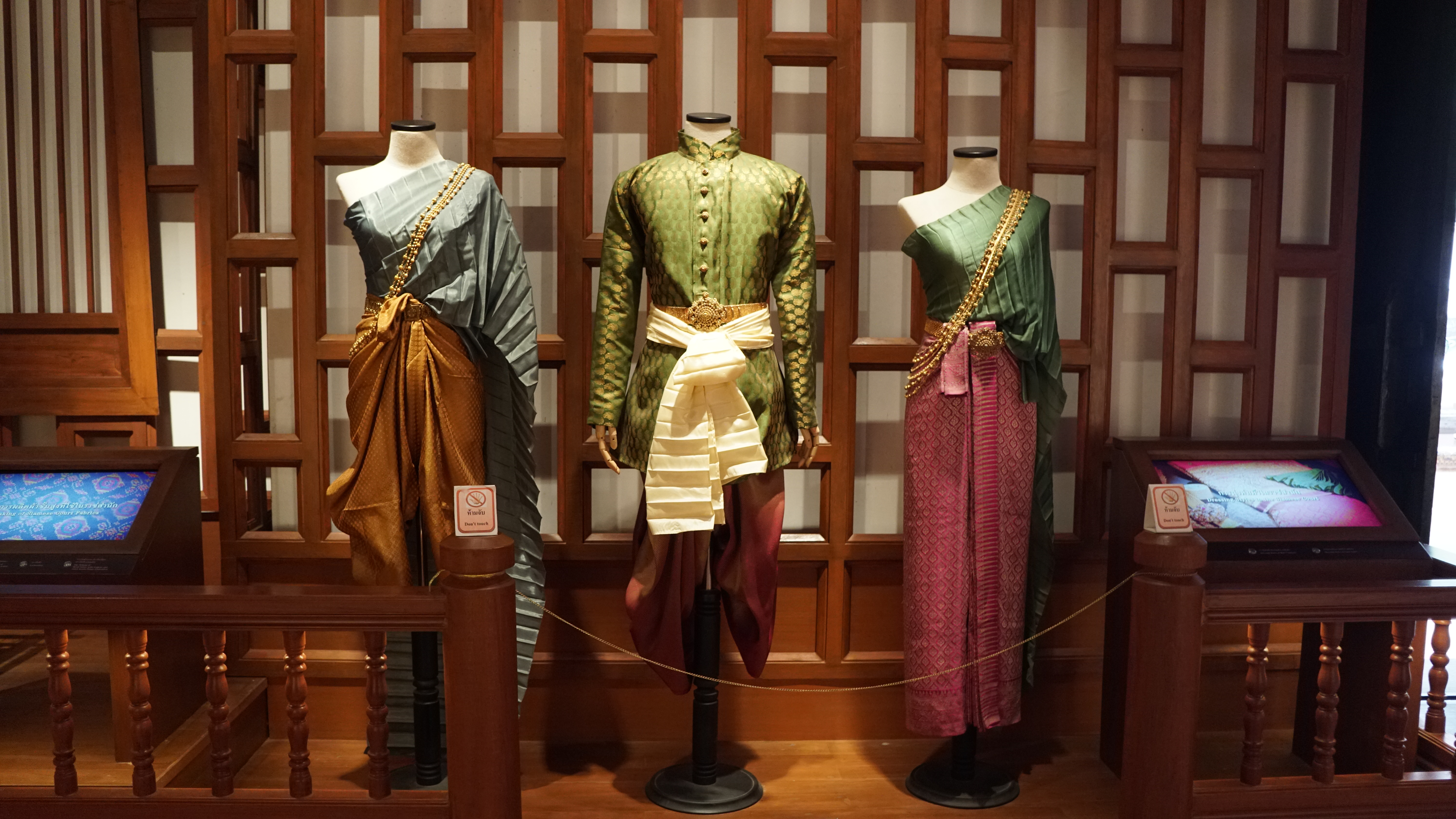
Abiti tradizionali
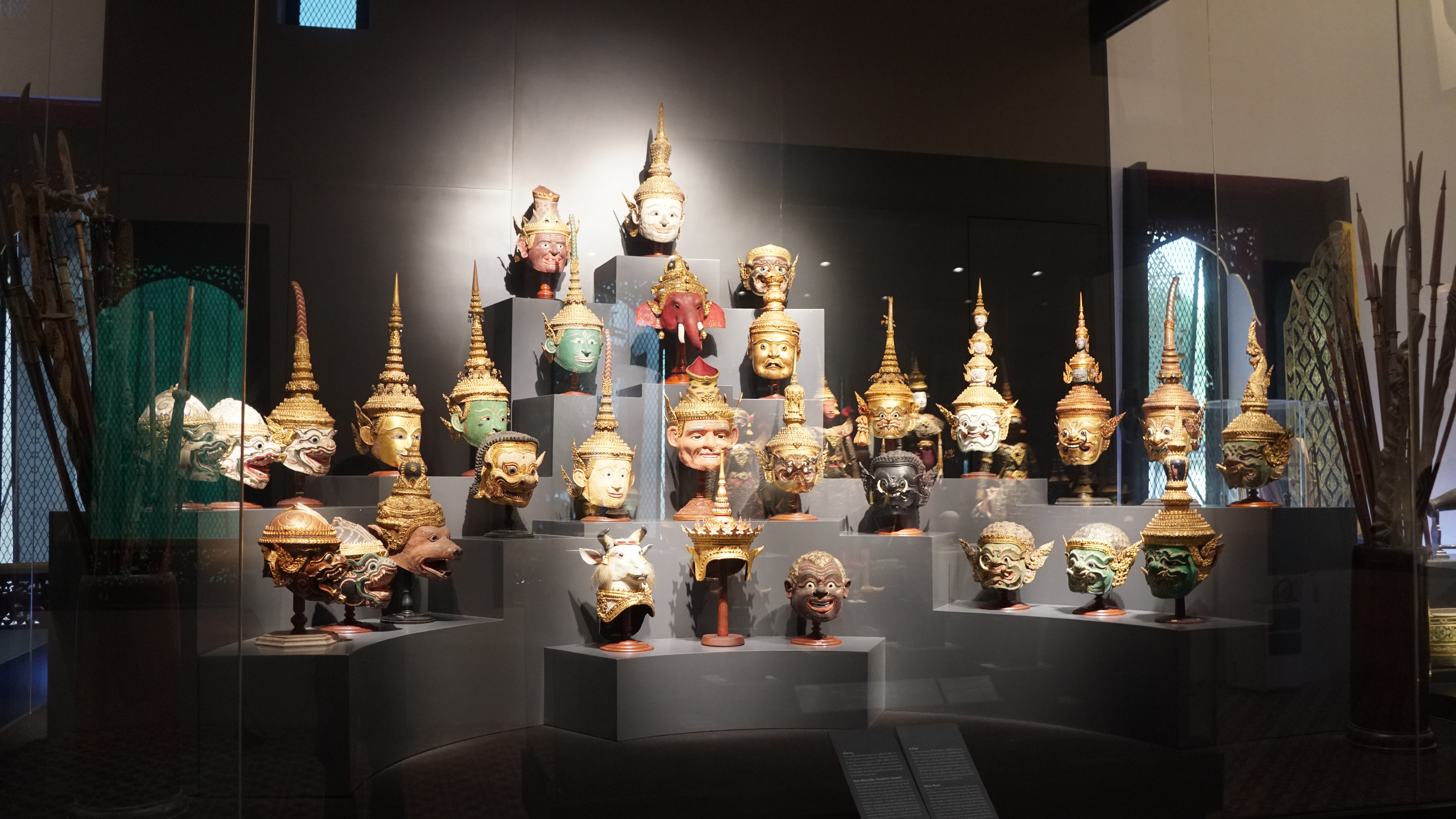
Maschere usate nella danza tradizionale Khon
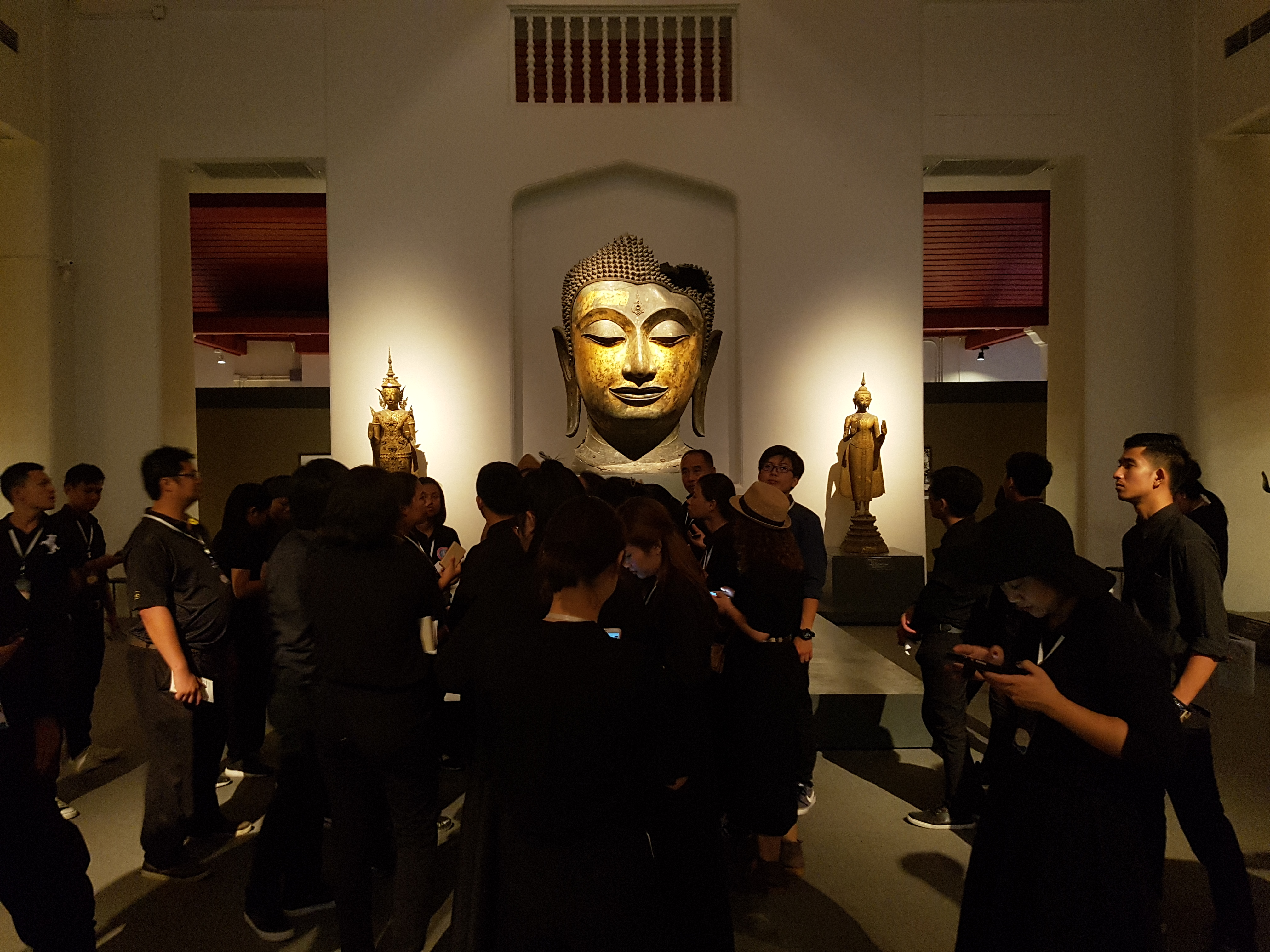
Interno della sala Siwamokhaphiman
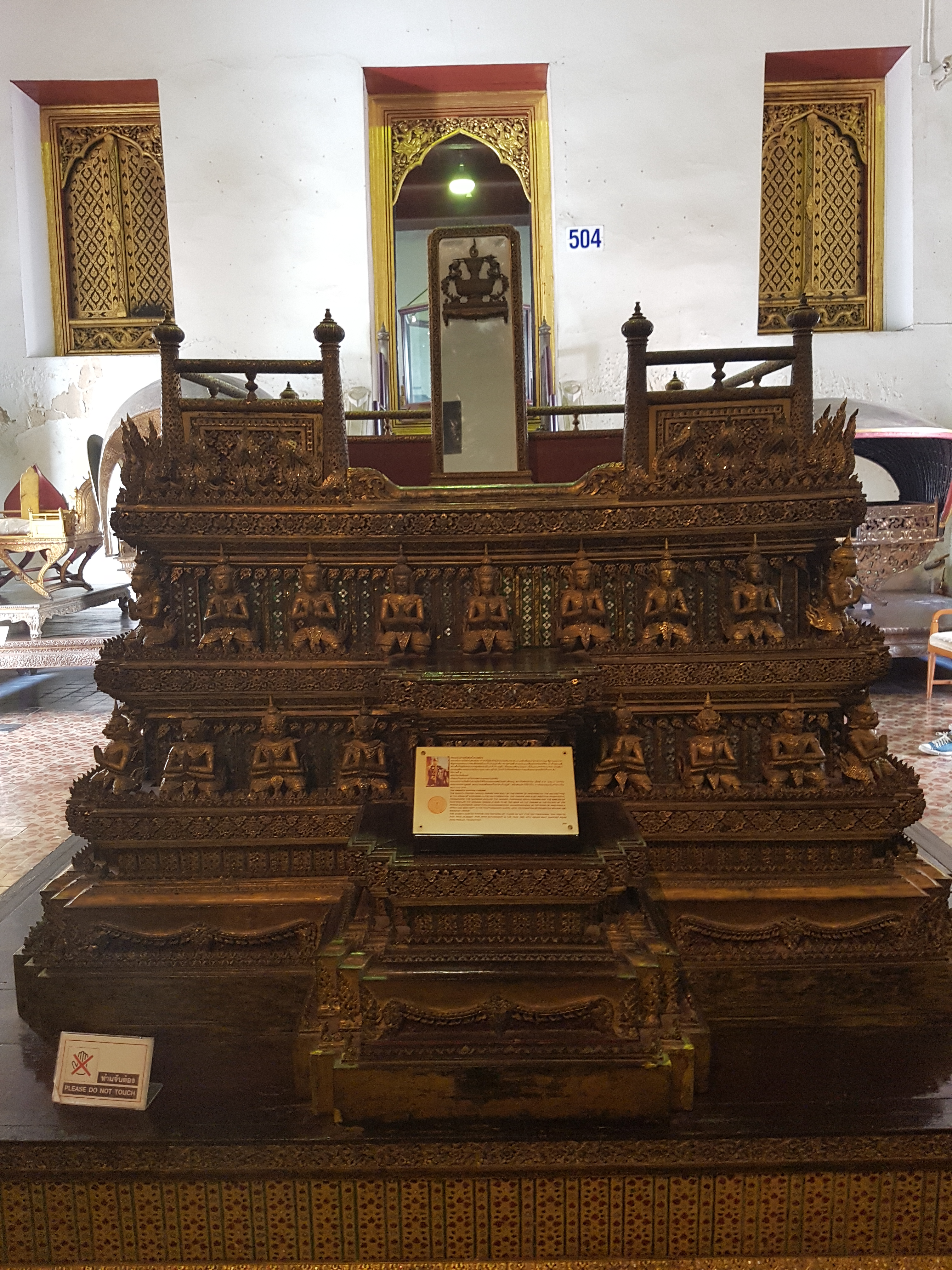
Trono dell'ombrello bianco, costruito per il viceré Pinklao, Palazzo Davanti di re Rama IV.
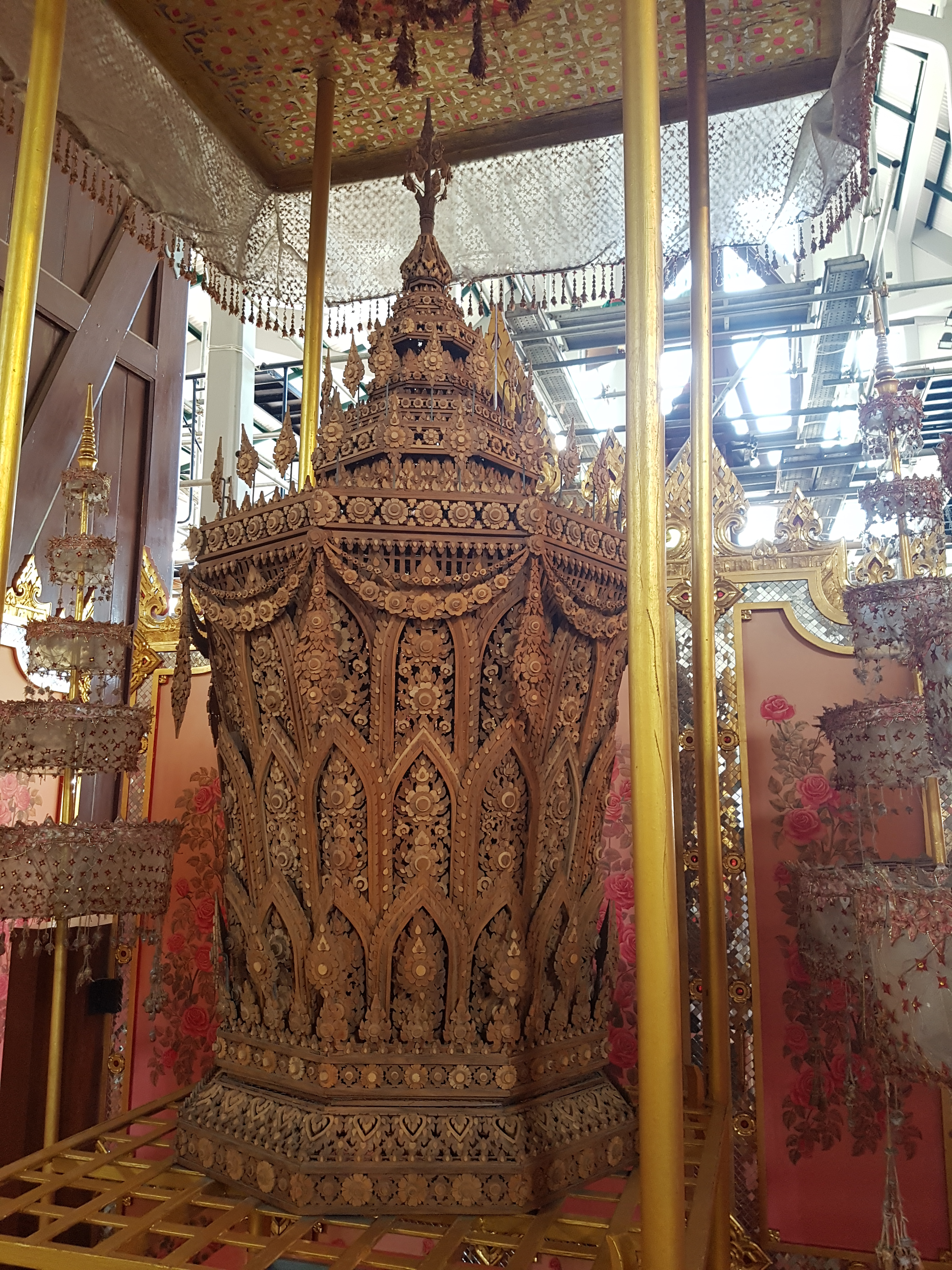
Pira e urna funeraria della principessa Bejaratana Rajasuda nella sala dei carri.
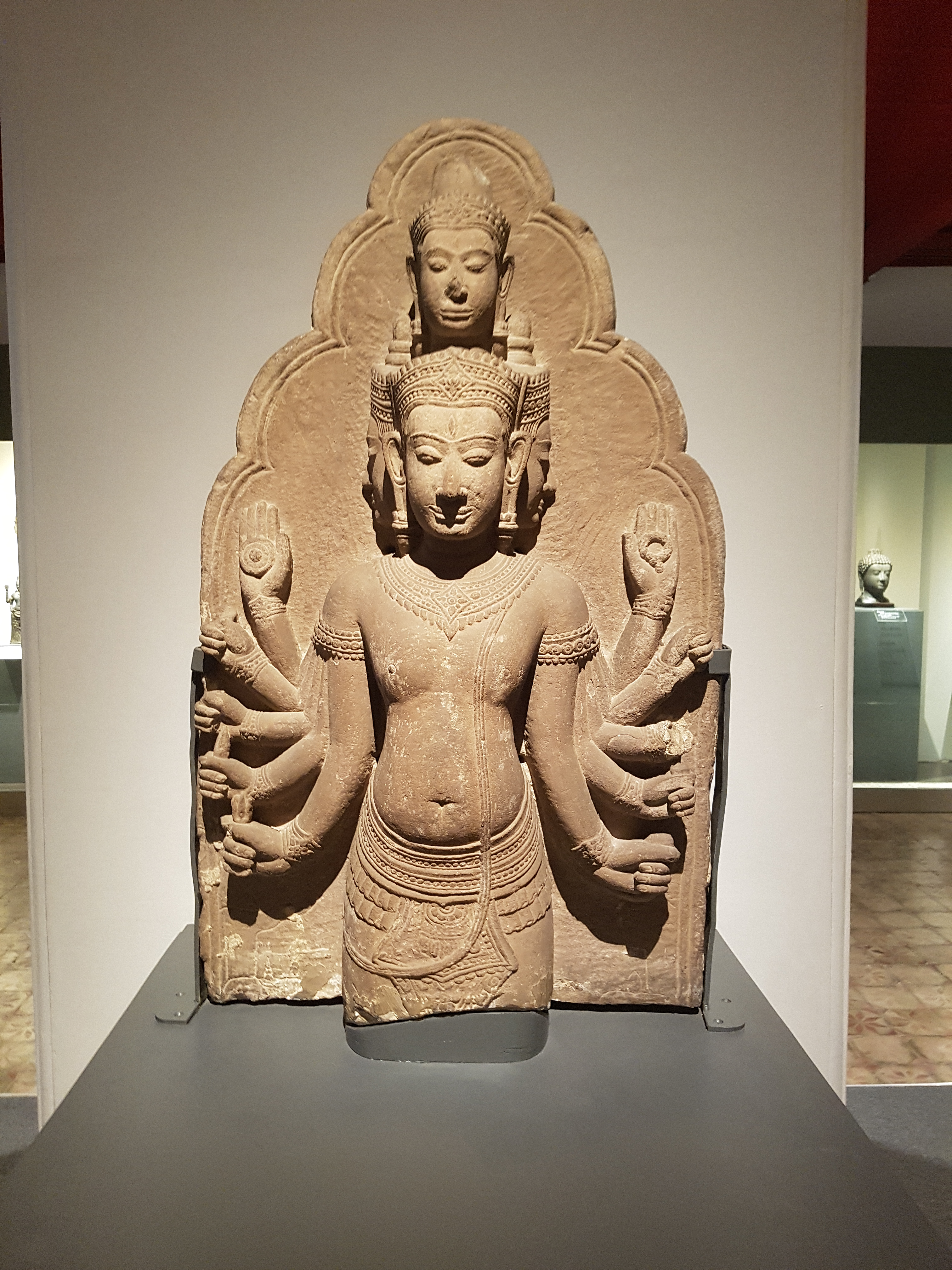
Śiva a 5 teste, arte di Ayutthaya risalente al XVII-XVIII secolo.
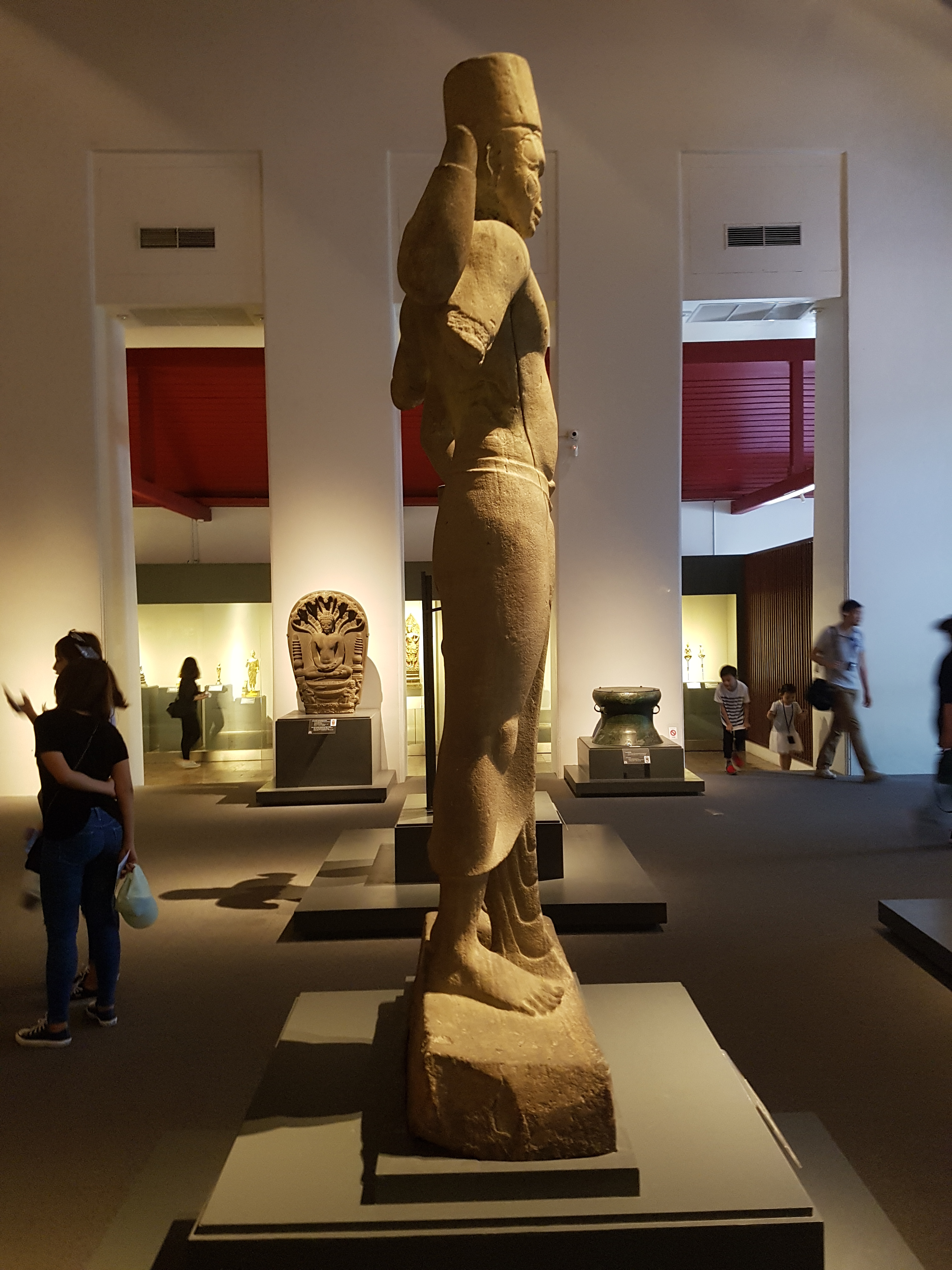
Statua della divinità induista Visnù
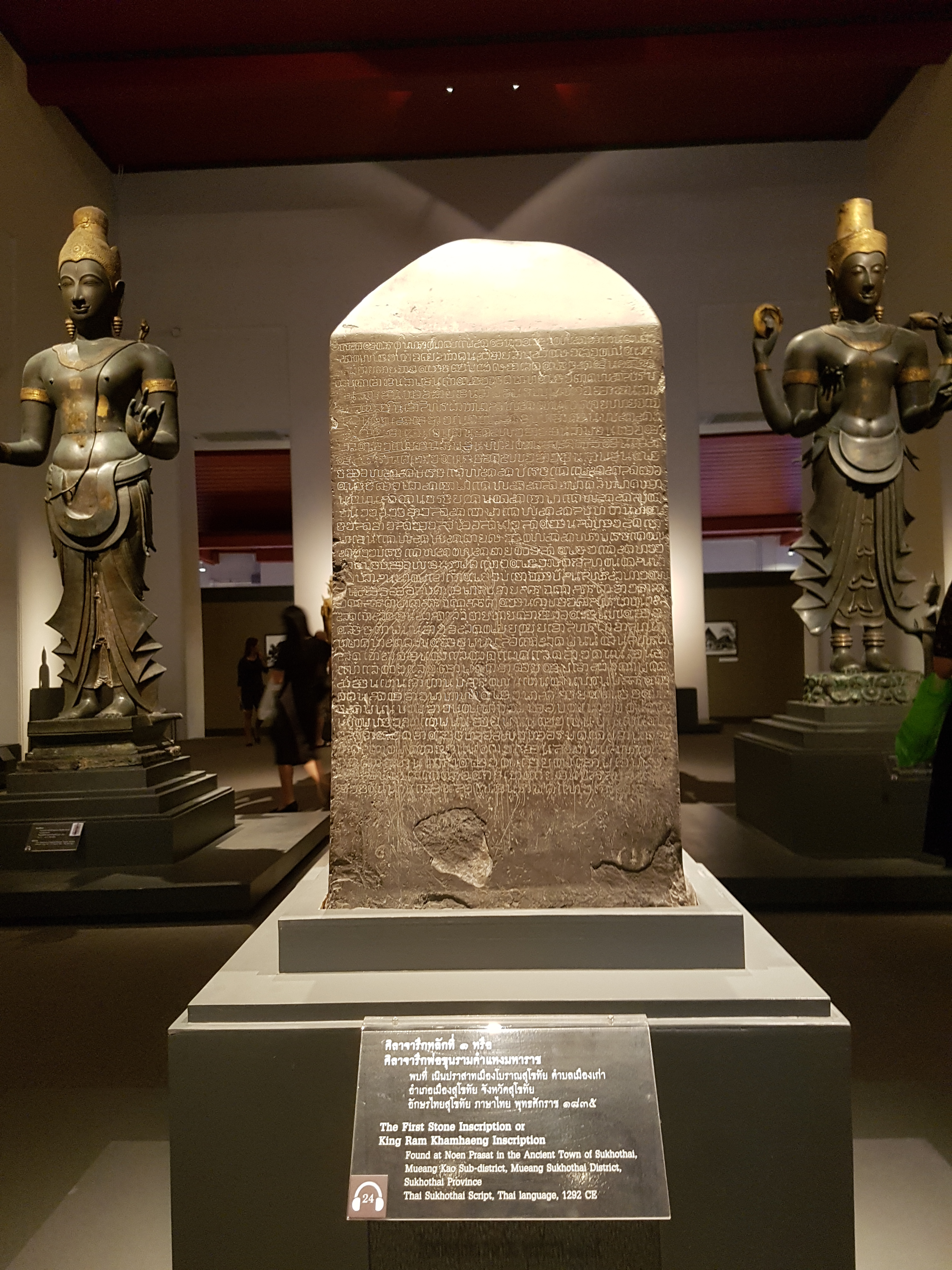
Stele con l'inscrizione di Ramkhamhaeng.